# Helmut Kafka
Helmut Kafka (* 17. Juli 1940 in Peiskretscham/Landkreis Tost-Gleiwitz) ist ein ehemaliger deutscher Fußballspieler und Trainer, der von 1965 bis 1968 als Aktiver des Karlsruher SC in der Fußball-Bundesliga 68 Spiele absolviert hat.

## Laufbahn

### Jugend, Amateur und Regionalliga Nord, bis 1965
Helmut Kafka wurde in Oberschlesien geboren und wuchs nach der Vertreibung mit Mutter und zwei Schwestern – der Vater war im Krieg gefallen – im niedersächsischen Borgstede, in der Region am Jadebusen, auf. Als Schüler sammelte er in den Jugendabteilungen von TuS Borgstede fußballerische Erfahrung, während seiner dreijährigen Lehre von 1954 bis 1957 bei DJK Essen-Heisingen und nach der Rückkehr in die Jaderegion bei Germania Wilhelmshaven. Bei den Rot-Weißen aus dem Stadtteil Siebethsburg spielte der zweikampfstarke, sprunggewaltige und spurtschnelle Angreifer bereits mit 17 Jahren in der ersten Mannschaft.
Insbesondere die Lokalderbys gegen TSR Olympia Wilhelmshaven sorgten in der niedersächsischen Amateur-Oberliga West von 1957 bis 1962 regelmäßig für ausverkaufte Stadien. Aber auch die Spiele gegen Germania Leer und Kickers Emden lockten die Fans in dieser Phase in Scharen in die „Schwarze Erde“. Bedingt durch die geografische Lage von Wilhelmshaven wurde der Nachwuchsspieler in seiner Zeit bei Germania durch häufige Freundschaftsspiele mit dem niederländischen Fußball konfrontiert. Als 1959 mit Spielertrainer Gerhard Ihns – einem vormaligen Oberligaspieler beim Eimsbütteler TV, 1. FC Köln, Hamburger SV, FK Pirmasens, VfB Oldenburg – ein neuer Mann für die sportliche Entwicklung bei Germania zuständig wurde, erhielt der junge Flügelstürmer die erste Einladung für die niedersächsische Verbandsauswahl. Im Länderpokalspiel am 3. Oktober 1959 in Hannover gegen Schleswig-Holstein stürmte er an der Seite von Joachim Thimm und Horst Wilkening, beides Spieler von Arminia Hannover. Mit dem vierten Rang in der Saison 1960/61 platzierte sich Germania erstmals in der damaligen höchsten Amateurklasse von Niedersachsen vor dem Lokalrivalen TSR Olympia und wiederholte diesen Erfolg auch 1961/62 mit dem dritten Rang hinter Meister Arminia Hannover und dem Vize SSV Delmenhorst. Der ehrgeizige junge Fußballer Helmut Kafka versuchte aber zur Runde 1962/63 durch seinen Wechsel zum Nord-Oberligisten Werder Bremen die nächste Stufe auf der fußballerischen Karriereleiter zu erklimmen.
An der Weser errang er mit den Werder-Amateuren 1963 unter der Anleitung von Trainer Fred Schulz und an der Seite dessen Sohnes Hans Schulz die Vizemeisterschaft in der Amateurliga Bremen. Am 20. Oktober 1962 stürmte er in der Vertretung von Bremen im Länderpokal gegen Südbaden. Bei der 1:2-Niederlage n. V. spielte Werder-Mannschaftskamerad Wolfgang Bordel Mittelläufer. Kafka wurde zur Runde 1963/64 vom SV Werder ein Vertragsangebot vorgelegt, gleichzeitig brachte der neue Trainer Willi Multhaup von Schwarz-Weiß Essen aber mit Theo Klöckner einen weiteren Flügelstürmer an die Weser mit, wo schon mit Klaus Hänel und dem Torjäger Dieter Meyer prominente Konkurrenz für das Nachwuchstalent vorhanden war. Diese personelle Situation bewog Kafka dazu, stattdessen einen Vertrag beim SV Arminia Hannover in der als zweite Spielklasse unterhalb der Bundesliga neu geschaffenen Fußball-Regionalliga Nord zu unterschreiben.
Kafka debütierte in Hannover zum Rundenstart am 11. August 1963 beim 0:0-Heimremis im Stadion am Bischofsholer Damm gegen den VfL Oldenburg auf Linksaußen in der Regionalliga. Sein erstes Tor erzielte er am zweiten Spieltag, beim 5:2-Auswärtserfolg der Mannschaft von Trainer Fritz Schollmeyer bei Concordia Hamburg. Die Runde war geprägt durch den Kampf an der Tabellenspitze um die zwei Plätze zum Einzug in die Aufstiegsrunde zur Bundesliga. Zusammen mit dem Stadtrivalen Hannover 96 sowie St. Pauli, Altona 93 und Holstein Kiel waren die grün-weiß-grünen „Blauen“ in diesen sportlichen Wettstreit intensiv eingebunden. Da sich neben Kafka auch der weitere Neuzugang Uwe Witt als Verstärkung erwies und mit Werner Lyzio und insbesondere in der Offensive mit Gerhard Elfert, Willi Langemann, Dieter Perau und dem 30-maligen Torschützen Lothar Ulsaß erstklassiges Spielermaterial bei den Arminen vorhanden war, hatte der Einzug in die Aufstiegsrunde oberste Priorität. Zwar gelang den Arminen am 27. Oktober 1963 vor 35.000 Zuschauern im Niedersachsenstadion ein 2:1-Erfolg – Linksaußen Kafka erzielte die 2:0-Führung – gegen den Lokalrivalen Hannover 96, aber Trainer Schollmeyer wurde ab 1. Dezember bereits durch den langjährigen Oberligaakteur Robert Pluta ersetzt, da man das Erreichen des sportlichen Ziels gefährdet sah. Durch die zwei Niederlagen in der Rückrunde gegen den späteren Meister St. Pauli und den Vize Hannover 96 – die „Roten“ setzten sich in der Aufstiegsrunde durch und stiegen in die Bundesliga auf –, belegten Kafka und Kollegen mit 45:23 Punkten am Rundenende den dritten Rang. Der Mann aus der Jaderegion hatte in 32 Einsätzen neun Tore erzielt und hatte damit dem Kreis der Arminia-Stammspieler angehört.
Den zweiten Anlauf, in die Aufstiegsrunde zu kommen, unternahm die Arminia mit Kafka 1964/65 unter dem neuen Trainer Horst Witzler, musste aber zukünftig auf die Tore und Vorlagen von Lothar Ulsaß verzichten, der einen Vertrag beim Bundesligisten Eintracht Braunschweig unterschrieben hatte. Das Meisterschaftsrennen entwickelte sich aber zu einem Alleingang von Holstein Kiel. Die „Störche“ holten sich im Norden den Titel mit zehn Punkten Vorsprung vor Titelverteidiger St. Pauli. Der Altonaer FC 93 und Arminia Hannover landeten mit einem beziehungsweise zwei Punkten Rückstand auf den Plätzen. Kafka hatte alle 32 Rundenspiele absolviert und dabei drei Tore erzielt. Zur verringerten Torausbeute des athletischen Spielers hatte dabei der Positionswechsel ab dem Oktober 1964 auf die linke Verteidigerrolle maßgeblich beigetragen. Neben den zwei Erfolgen gegen St. Pauli ragten in dieser Runde auch noch die Heimsiege gegen Altona und Meister Kiel heraus. Besonderheiten erlebte Kafka dabei beim 4:1-Sieg am 3. Januar 1965 gegen Altona durch den Fingerbruch von Arminia-Torhüter Henke in der 13. Minute und dessen nachherigen Auftritt im Angriff mit zwei Torerfolgen und durch den 10:0-Kantersieg im März 1965 gegen den Absteiger Rasensport Harburg. Zum 60. Geburtstag führte der Norddeutsche Fußball-Verband im April 1965 in Hamburg am Rothenbaum das reizvolle Spiel „Bundesliga Nord“ gegen „Regionalliga Nord“ durch. Klaus-Peter Kirchrath betreute die Mannschaft der Regionalliga. Kafka als linker Verteidiger, die Arminia-Mannschaftskollegen Uwe Witt als linker Außenläufer und Gerhard Elfert auf Linksaußen hinterließen beim überraschenden 3:1-Erfolg der Regionalliga-Auswahl einen ausgezeichneten Eindruck. Im Sport-Magazin wird zum Spiel notiert, „dass die Zuschauer ein Klassespiel erlebt hätten, einen ausgezeichneten Fußballkampf mit herrlichen Zügen, packenden Torszenen und brillanten Toren; die Vertragsspieler aus den Regionalligaklubs siegten verdient 3:1.“ Kafka und Witt hatten es in der Defensive mit Juhani Peltonen und Lothar Ulsaß am rechten Flügel der Bundesliga-Auswahl zu tun gehabt. Er kam auf 32 Spiele, in denen er drei Tore schoss. Insgesamt kam er für die Arminia auf 64 Ligaspiele und zwölf Ligatore.
Nach der Runde unterschrieben die Arminia-Spieler Elfert in Mönchengladbach, Witt in Kiel und Kafka zog den Angeboten von Eintracht Braunschweig, Hamburger SV und Borussia Mönchengladbach – Trainer Hennes Weisweiler bevorzugte schnelle, dynamische Angreifer auf den Außenbahnen – das Vertragsangebot des badischen Bundesligisten Karlsruher SC vor und zog im Sommer 1965 mit Familie in die Fächerstadt.

### Karlsruhe, 1965 bis 1970
In Karlsruhe wurde vor der dritten Bundesligarunde 1965/66 der Versuch unternommen, mit den Neuzugängen Heinz Crawatzo, Arthur Dobat, Walter Rauh und dem Mann von Arminia Hannover, die sportliche Substanz so zu verbessern, dass man nicht erneut in den Kampf um die Abstiegsränge eingebunden wäre. Kafka debütierte am Rundenstart, am 14. August 1965, beim Auswärtsspiel gegen Tasmania 1900 Berlin, in der Fußball-Bundesliga. Trainer Helmut Schneider hatte dabei die Abwehr mit Torhüter Manfred Paul, dem Verteidigerpaar Horst Saida und Kafka, sowie mit der Läuferreihe Heinz Crawatzo, Willi Rihm und Gustav Witlatschil formiert. Walter Rauh und vor allem der seit Jahren unbestrittene Leistungsträger „Jupp“ Marx mussten mit der Ersatzbank vorliebnehmen. Der „Hertha BSC-Ersatz“, Tasmania 1900, hatte sich zwar noch kurzfristig mit dem Italienheimkehrer Horst Szymaniak verstärkt, trotzdem traute man dem Dritten der Berliner Regionalligarunde 1964/65 – hinter Meister Tennis Borussia und dem Spandauer SV – keine realistische Chance auf den Klassenerhalt zu. Vor 81.000 Zuschauern im Olympiastadion, nach zwei Toren in der zweiten Halbzeit durch Wulf-Ingo Usbeck, holten sich die Berliner aber überraschend das erste Punktepaar in der Bundesliga. Kafka und Kollegen hatten das Pech, dass der ehemalige Meistertrainer der Oberligaära, Helmut Schneider, aber auch das Karlsruher Präsidium, sich nicht auf die neuen Herausforderungen der Leistungskonzentration durch die Bundesliga in der gebotenen Eile einstellen konnten. Administrativ und in der Trainingsarbeit schaffte der KSC in den 1960ern nicht den Übergang von der überschau- und berechenbaren regionalen Fußball-Oberliga Süd, hin zur eingleisigen Fußball-Bundesliga als komprimierte Leistungsspitze des deutschen Fußballs. Dazu kam auch noch das selbstverschuldete Problem, dass in der sportlichen Leitung keine klare Linie bei den Torhütern vorhanden war. Stammtorhüter Paul kam auf 21, Erich Wolf auf sieben und Siegfried Kessler auf sechs Einsätze in dieser Runde.
Kafka, Dobat und Rauh wurden zwar zu den erhofften Verstärkungen und der KSC landete trotz der schlechten Ausgangssituation und schwachen 35:71 Toren und 24:44 Punkten gerade noch auf dem rettenden 16. Rang. Doch nur die zwei Absteiger Neunkirchen und Tasmania Berlin hatten noch mehr Gegentore bekommen wie die Wildparkelf. Helmut Schneider wurde zum 18. Oktober 1965 entlassen und ab dem 19. Oktober durch den ehemaligen KSC-Oberligaakteur Werner Roth ersetzt. In den Auswärtsspielen war der KSC mit 2:32 Punkten einfach nicht konkurrenzfähig und handelte sich da auch mit 2:8 und 0:8 Toren gegen den MSV Duisburg und den Hamburger SV zwei deprimierende Schlappen ein. Zum Rettungsanker wurden die 22:12 Punkte im heimischen Wildparkstadion, wo die Blau-Weißen auch gegen die Spitzenmannschaften von TSV 1860 München (1:1), Borussia Dortmund (0:0) und mit einem 1:0-Erfolg gegen FC Bayern München punkten konnten. Kafka absolvierte in seinem ersten Jahr Bundesliga für Karlsruhe 24 Ligaspiele.
Die zweite Bundesligaserie, 1966/67, wurde mit 28 Ligaeinsätzen und dem Erreichen des 13. Tabellenranges mit dem KSC das beste Resultat von Kafka in Karlsruhe. Aber auch in dieser Runde ging es am Adenauerring turbulent zu. Durch die prominenten Neuverpflichtungen von Dragoslav Šekularac und Christian Müller sowie der weiteren Spieler Lars Granström, Jürgen Weidlandt und Friedhelm Strzelczyk war erstmals eine Erwartungshaltung in den Wildpark eingekehrt, der sich nicht nur auf Fanseite alleine mit dem Klassenerhalt artikulierte und innerhalb des Spielerkaders wurde finanziell eine deutliche Zweiklassengesellschaft zementiert. Wiederum gelang es der sportlichen Leitung nicht, durch eine an die neuesten Erkenntnisse der Trainingslehre angepasste und geplante Vorbereitungsperiode die KSC-Mannschaft in körperlicher, konditioneller, spielerischer und auch zwischenmenschlich funktionierender Sicht mit Bundesliganiveau an den Start zu bringen. Nach fünf Spielen stand der KSC mit 1:9 Punkten erneut am Tabellenende. Kafka zog sich bei der 0:1-Niederlage am 17. September 1966 bei Aufsteiger Fortuna Düsseldorf eine Verletzung zu und fiel deshalb die nächsten sechs Spieltage aus. Er kehrte zum Debüt des neuen Trainers Paul Frantz, am 5. November 1966, bei der 0:3-Niederlage bei 1860 München in die Mannschaft zurück. Vom zwölften bis zum 34. Spieltag absolvierte er dann alle Rundenspiele in Folge und gehörte zu den Leistungsträgern der KSC-Elf, die sich in der Rückrunde mit 32:28 Toren und 18:16 Punkten noch auf den 13. Rang im Schlussklassement nach vorne spielen konnte. In der Rückserie gehörte die Offensivkraft des Karlsruher Verteidigerpaars Eugen Ehmann und Helmut Kafka zu einem tragenden Baustein des sportlichen Erfolgs in Karlsruhe und machte sich damit auch in der Bundesliga einen guten Namen. Herausragend waren die Erfolge gegen Borussia Dortmund, Fortuna Düsseldorf, Werder Bremen, MSV Duisburg, Schalke 04 und insbesondere gegen den Deutschen Meister des Jahres 1966, TSV 1860 München, sowie am 31. Spieltag mit einem 3:0-Heimsieg gegen den neuen Titelträger Eintracht Braunschweig.
In die Saison 1967/68 ging man in Karlsruhe mit dem Rückkehrer Günter Herrmann aus Schalke und dem französischen Nationallinksaußen Gérard Hausser. Horst Wild, den torgefährlichen Mittelfeldspieler aus den eigenen Reihen hatte man zum MSV Duisburg ziehen lassen. Der ehemalige Jugendnationalspieler belegte mit den „Zebras“ den siebten Rang und erzielte in 31 Ligaspielen für die Wedau-Elf zehn Tore. Im Trainerbereich hatte man mit dem Gespann Paul Frantz und Georg Gawliczek zwei konträre Fachleute installiert – aber damit auch von Beginn an hausgemachte Probleme der internen Abstimmung und Kompetenzen. Der neunmalige Nationalspieler Herrmann – immer noch ein Edeltechniker, aber kein Antreiber und Leitwolf – konnte nicht an seine Leistungen bei Schalke 04 anknüpfen und ließ dadurch die durch den Abgang von Wild entstandene Lücke unerwartet groß werden. Hausser war für die Bundesliga zu „brav“ und torungefährlich, bei Christian Müller machte sich vermehrt das angeschlagene Knie negativ bemerkbar und Hans Cieslarczyks Laufbahn neigte sich deutlich dem Ende zu. Dadurch hatte der KSC ein deutliches Problem in der Offensive. Da auch Helmut Kafka durch die Folgen eines Bänderabrisses im Schultereckgelenk nur 16 von 34 Spielen absolvieren konnte, wurde auch die sattelfeste Abwehr der erfolgreichen Rückrunde 1966/67 gesprengt. Zusätzlich wurde durch die sportliche Leitung auch noch der anerkannte Stammtorhüter Siegfried Kessler durch das 19-jährige Talent Jürgen Rynio ohne Not abgelöst. Das unglückselige Agieren der Vereinsverantwortlichen beim „Trainerkarussell“ – der für zukunftsorientierte Mannschaftsführung und Trainingsinhalte stehende Paul Frantz wurde bereits ab dem 25. Oktober 1967 von Georg Gawliczek abgelöst und Altnationalspieler Bernhard Termath übernahm ab dem 10. Februar 1968 als dritter Übungsleiter der Saison die Trainingsleitung im Wildpark – führte aber letztendlich primär den Karlsruher SC nach der Runde 1967/68 in die Zweitklassigkeit der Regionalliga Süd. Helmut Kafka ging mit Karlsruhe in die Zweite Liga und versuchte sich gemeinsam mit dem neuen Trainer Kurt Baluses an dem Unternehmen „sofortige Rückkehr“ des KSC in die Bundesliga.
Mit den Toren des Meiderich-Rückkehrers Horst Wild (17), des Zuganges aus Osnabrück von TuS Haste, Theo Menkhaus (16) und des Torjägers Christian Müller (23) sicherte sich der KSC 1968/69 punktgleich vor dem Freiburger FC die Meisterschaft in der Regionalliga Süd. Kafka verletzte sich in der Rückrunde beim Spitzenspiel gegen die Mannschaft aus dem Möslestadion am 1. März 1969 erneut an der Schulter und konnte die restlichen Rundenspiele nicht mehr absolvieren und kam somit auf nur 24 Einsätze. In der Aufstiegsrunde – der KSC startete am 24. Mai 1969 mit einem 5:0-Heimerfolg gegen Tasmania 1900 Berlin – lief er nach zweieinhalbmonatiger Pause wieder auf und absolvierte alle acht Spiele gegen die Konkurrenten Rot-Weiss Essen, VfL Osnabrück, Tasmania Berlin und TuS Neuendorf. Dabei stachen in der persönlichen Bilanz seine Duelle gegen Herbert Weinberg vom Aufsteiger RWE und gegen Willi Mumme vom VfL Osnabrück heraus.
Die fünfte Saison in Karlsruhe, die Regionalliga-Runde 1969/70, war für Helmut Kafka bereits nach dem vierten Spieltag, den 30. August 1969, beendet. Nach dem 0:0-Remis beim Freiburger FC – er verteidigte dabei mit Ehmann, Weidlandt und Groppe vor Torhüter Kessler – wurde er durch die erneut auftretende Schulterverletzung mit 29 Jahren zur Beendigung seiner aktiven Spielerlaufbahn – dies auch nicht unwesentlich im Blick auf seine Anstellung im Schuldienst – gezwungen. Von 1965 bis 1969 hat er für den Karlsruher SC 68 Bundesligaspiele, 27 Regionalligaspiele, acht Aufstiegsrundenspiele und vier DFB-Pokalspiele absolviert.

### Trainer
Der seit dem Jahr 1968 als Lehrer für Technik und Sport im Schuldienst angestellte Kafka wurde in über 30 Jahren in Verbandsdiensten der „Ausbilder unzähliger nordbadischer Nachwuchsfußballer“. Daneben übte er ab 1971 bis 2006 eine Honorartrainerstelle beim Badischen Fußballverband (BFV) in der Sportschule Schöneck in Karlsruhe-Durlach als Junioren-Sportlehrer aus. Er hat viele Meistertitel von DFB- und SFV-Nachwuchsturnieren auf den Karlsruher Turmberg geholt. Ebenso wurden spätere Nationalspieler – Paul Steiner, Bernd Förster, Karlheinz Förster, Uwe Rahn, Jürgen Kohler, Maurizio Gaudino, Oliver Kahn, Mehmet Scholl, Christian Wörns – mitentscheidend von ihm begleitet und geprägt. Von Herbert Widmayer über Pál Csernai, Rolf Schafstall, Philipp Rohr, Horst Gröhnke und Jörg Daniel bis Roland Reichel hat Helmut Kafka in BFV-Diensten nicht weniger als sieben Verbandssportlehrer erlebt und unterstützt.
Der in Linkenheim-Hochstetten mit Familie – Ehefrau Ruth mit Tochter und Sohn – seine neue Heimat gefundene Fußballfachmann, widmete sich der Nachwuchsarbeit, „um das zurückzugeben was ich selbst bekommen, aber mir auch hart erarbeiten musste“. Zuerst schnupperte er als Karlsruher Kreisübungsleiter in das Trainergeschäft, war zusätzlich im badischen Amateurbereich bei den Vereinen FV Linkenheim, FC Germania Friedrichstal – mit den Germanen hat er in der Saison 1972/73 noch eine Runde in der 1. Amateurliga Nordbaden als Spielertrainer absolviert und dabei in 28 Ligaspielen (1 Tor) noch selbst auf dem Platz gestanden –, VfB Bruchsal (heute 1. FC Bruchsal) und dem FC Huttenheim tätig um sich dann ganz der Schulung der BFV-Jugend zu verschreiben. Den grundlegenden Wandel im Jugendtraining leitete Kafka auch aus dem seit 1995 geltenden Slogan „erst ab elf mit elf“ spielen ab, nach dem E-Jugendliche zu siebt auf einem halben Spielfeld spielen, und merkte an, „es wurde immer mehr mit dem Ball gearbeitet. Mit der Systemveränderung im Fußball haben sich natürlich auch die Trainingsinhalte geändert.“
Im nordbadischen Jugendfußball war Helmut Kafka von 1971 bis 2006 ein Garant für Wertbeständigkeit, fachliche wie auch menschliche Qualität und steter kompetenter Ansprechpartner für Spieler, Trainer und Vereine. Jetzt als Pensionär (2009), ist er schon längst in Baden heimisch geworden und unterstützt mit seiner Scoutingtätigkeit das Nachwuchsleistungszentrum der TSG Hoffenheim. Auch heute noch ist er auf vielen Sportplätzen der Region mit Stift und Notizblock anzutreffen, um sich die Namen der jungen Talente zu notieren.